# نامیب (مجموعه تلویزیونی)
نامیب (انگلیسی: Namib؛‏ کره‌ای: 나미브) یک مجموعه تلویزیونی محصول کره جنوبی به نویسندگی اوم سونگ مین، به کارگردانی هان سانگ جه و با بازی گو هیون جونگ، ریو اون، یون سانگ هیون و لی جین وو است. این مجموعه پروژهٔ خلق یک ستاره بین یک تهیه‌کننده اخراج شده و یک کارآموز پسر را به تصویر می‌کشد. این مجموعه از ۲۳ دسامبر ۲۰۲۴، روزهای دوشنبه و سه‌شنبه ساعت ۲۲:۰۰ (کی‌اس‌تی) از ئی‌ان‌ای پخش شد. نامیب همچنین برای استریم در ویکی (وبگاه) در مناطق منتخب قابل دسترسی است.

## بازیگران

### اصلی
- گو هیون جونگ در نقش کانگ سو هیون[۳]
- ریو اون در نقش یو جین وو[۳]
- یون سانگ هیون در نقش شیم جون سوک[۳]
- لی جین وو در نقش شیم جین وو[۳]